# Лунный модуль «Орёл»
Лунный модуль «Орёл» (LM-5) — лунный модуль, служивший пилотируемым посадочным модулем в рамках программы «Аполлон-11», ставшей первой миссией по высадке людей на Луну. Модуль был назван в честь белоголового орлана, изображенного на логотипе миссии.
Доставлен с Земли на лунную орбиту в паре с командным модулем «Колумбия» на ракете-носителе Сатурн-5, а затем на Луну 20 июля 1969 года астронавтом Нилом Армстронгом при навигационной помощи Базза Олдрина. В результате прилунения «Орла» на месте его посадки была образована База Спокойствия, названая Армстронгом и Олдрином, а затем впервые объявлено о посадке модуля.

## Полет
«Орёл» был запущен вместе с командным модулем «Колумбия» 16 июля 1969 года в 13:32:00 (UTC +0) на ракете-носителе Сатурн-5 с стартового комплекса 39А и вышел на околоземную орбиту через 12 минут.
Вышел на лунную орбиту 19 июля 1969 года. 20 июля Нил Армстронг и Базз Олдрин вошли в лунный модуль и отстыковали его от командного модуля «Колумбия» в 17:44:00 (UTC +0).
«Орёл» прилунился в 20:17:40 (UTC +0) 20 июля 1969 года с 98 кг топлива в запасе.
После операций на поверхности Луны Армстронг и Олдрин вернулись в лунный модуль 21 июля 1969 года.
В 17:54:00 UTC они присоединились к Майклу Коллинзу, находившемуся на борту «Колумбии» на лунной орбите.
После того, как экипаж вернулся на борт командного модуля, «Орла» оставили на лунной орбите. Место его удара о поверхность Луны после схода с орбиты неизвестно, и есть свидетельства того, что «Орёл» всё ещё может находиться на орбите.

## Галерея
|  |  |  |